# Quốc huy Kazakhstan
Quốc huy Kazakhstan (tiếng Kazakh: Қазақстан елтаңбасы, đã Latinh hoá: Qazaqstan eltańbasy) được thông qua ngày 04 tháng 6 năm 1992. Các tác giả của quốc huy là Jandarbek Melibekov và Shota Walikhanov. Khoảng 245 dự án và 67 thiết kế mô tả về mẫu quốc huy tương lai đã lọt vào vòng thi cuối cùng. Kazakhstan là nước cộng hòa Liên Xô không có quốc huy trước Cách mạng tháng Mười. Vì vậy, quốc huy hiện tại vẫn giữ một số chi tiết từ thời Xô viết (tia mặt trời và ngôi sao đang mọc). Trước năm 1992, Kazakhstan cũng có mẫu quốc huy tương tự như tất cả các nước cộng hòa Xô viết khác.

## Hình ảnh

Mẫu quốc huy được vẽ theo tiêu chuẩn quốc gia (СТ РК 989–2014)[1]
Mẫu quốc huy được vẽ theo tiêu chuẩn quốc gia, 2014–2018
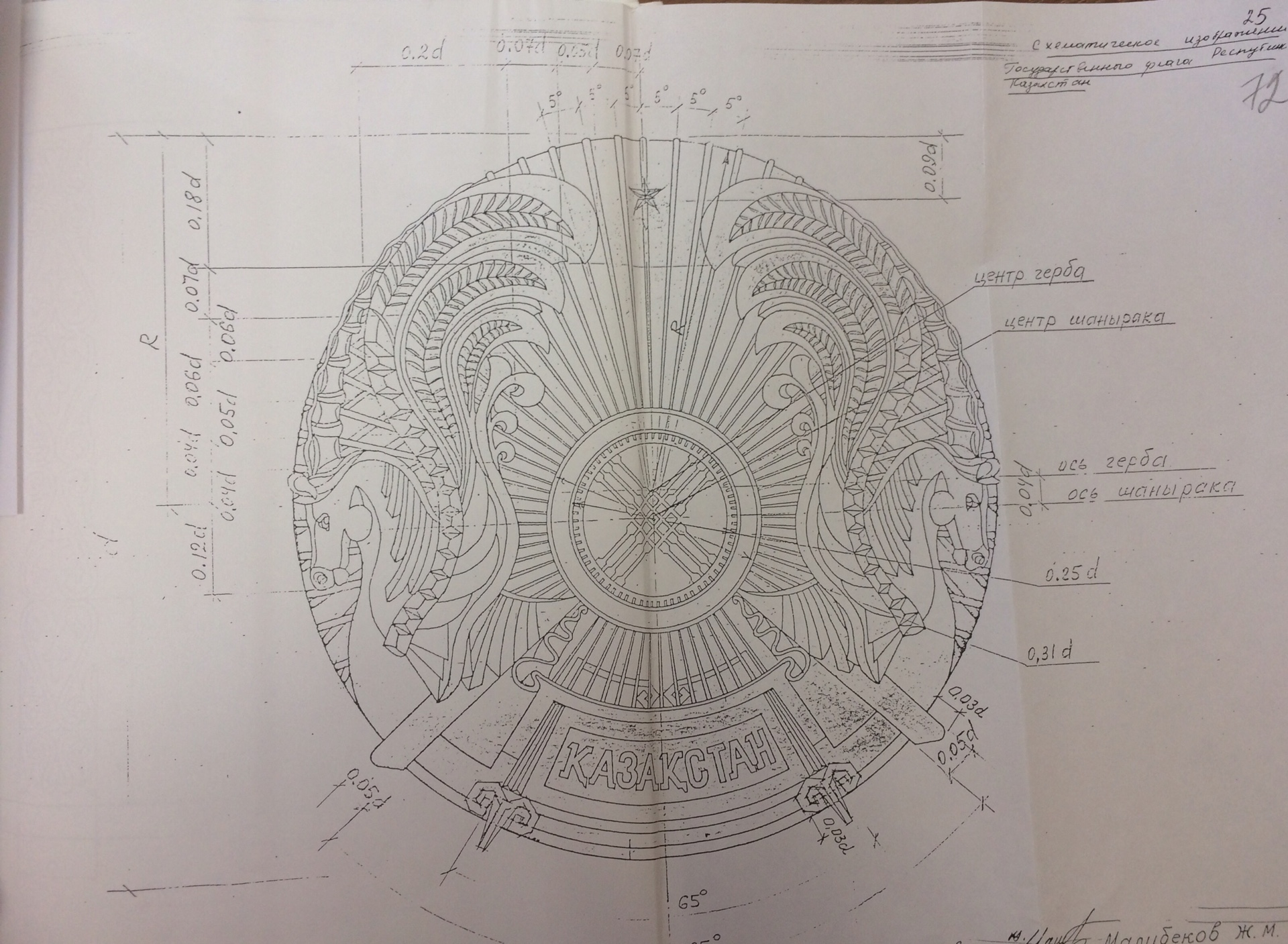
Bản thiết kế quốc huy vào năm 1992.